# Victor Dolipschi
Victor Dolipschi (Bucarest, Rumania, 19 de octubre de 1950-19 de enero de 2009) fue un deportista rumano especialista en lucha grecorromana donde llegó a ser medallista de bronce olímpico en Múnich 1972 y Los Ángeles 1984.

## Carrera deportiva
En los Juegos Olímpicos de 1972 celebrados en Múnich ganó la medalla de bronce en lucha grecorromana de pesos de más de 100 kg, tras el luchador soviético Anatoly Roshchin (oro) y el búlgaro Aleksandar Tomov (plata). Posteriormente, en las Olimpiadas de Los Ángeles 1984 volvió a ganar la medalla de bronce en la misma modalidad.